# Enydra maritima
Enydra maritima là một loài thực vật có hoa trong họ Cúc. Loài này được (Kunth) DC. mô tả khoa học đầu tiên.